# Telmatoblechnum serrulatum
Telmatoblechnum serrulatum (comúnmente conocido como helecho midsorus dentado) es una especie de helecho de la familia Blechnaceae, nativa de Florida, EE.UU., el sureste de México, América Central, el Caribe, el norte y el oeste de Sudamérica, Brasil, Paraguay, el noreste de Argentina y Uruguay.

## Ecología y hábitat
Esta especie suele encontrarse en marismas y pantanos de agua dulce de zonas tropicales o subtropicales. También puede encontrarse en praderas húmedas, pinares húmedos y, a veces, en bosques. Concretamente, en Florida el hábitat registrado para este helecho son los lugares húmedos y sombríos. El área de distribución de esta especie de helecho se extiende desde Florida hasta Sudamérica y se ha registrado su presencia en Malasia y Australia.
Ha demostrado una buena resistencia a la contaminación por plomo cuando crece en residuos de minas de carbón.

## Descripción
Este helecho es comparable a otros helechos que constan de un estípite que crece de los rizomas y pinnas que crecen del raquis. Todo el espécimen sobre el suelo se denomina fronda. Las frondas de esta especie son monomórficas y suelen medir entre 30 y 50 cm de largo y entre 7 y 16 cm de ancho. Esto significa que este helecho puede crecer algo más de metro y medio de altura. En la base, el estípite suele ser de color marrón claro, a veces más oscuro en la base, suele medir entre 10 y 70 cm de largo y parece cilíndrico. Los rizomas se forman horizontalmente, incluso a veces trepan por los troncos de los árboles, y están cubiertos de escamas de color marrón oscuro. Hay presencia de esporas que se localizan en la parte inferior de las pinnas, normalmente de color entre tostado y marrón. Además, hay una costa central que recorre la longitud de los pabellones auriculares.

## Conservación
Esta especie de helecho no ha sido evaluada para medidas de conservación. Sin embargo, esta especie se ha utilizado en proyectos de restauración de humedales.